# Sukamakmur (Sukamakmur)
Sukamakmur is een bestuurslaag in het regentschap Bogor van de provincie West-Java, Indonesië. Sukamakmur telt 6901 inwoners (volkstelling 2010).